# 7e brigade de chars (Union soviétique)
Pour les articles homonymes, voir 7e brigade.
La 7e brigade de chars (en russe : 7-я танковая бригада) est une unité blindée soviétique de la Seconde Guerre mondiale. Elle est créée en août/septembre 1941 dans le district militaire de Moscou et détruite en mai 1942 lors de la seconde bataille de Kharkov.

## Historique

### Formation
La brigade est formée en août, ou en septembre dans le district militaire de Moscou, plus précisément à Kosteriovo.
Le 19-20 septembre, elle compte 1 855 personnes, 61 chars (sept KV-1, vingt-deux T-34 et trente-deux T-40), quatorze automitrailleuses BA-20, huit tracteurs STZ-3 et 5 (et huit canons de 37 mm), trente motos, 114 camions ZiS-5 et 71 GAZ-AA, douze voitures légères et dix ambulances.

### Premières opérations
Elle est affectée le 25 septembre à la 38e armée du front du Sud-Ouest. Elle soutient la 38e armée lors de la première bataille de Kharkov en octobre. Elle passe ensuite en réserve du front (16 octobre). Le 7 janvier, elle passe à la 6e armée du même front, avec laquelle elle participe à l'offensive de Barvenkovo-Lozovaïa (en).

### Seconde bataille de Kharkov et destruction
En mai 1942, la brigade est rattachée au 6e corps de cavalerie, au sein du détachement d'armée Bobkine (ru) du front du Sud-Ouest. Le 12, la 7e brigade (comptant alors 40 chars), ainsi que le 6e corps de cavalerie, s'insère dans la brèche créée par l'infanterie du détachement Bobkine entre Mironovka (uk) et Grouchino (uk). La brigade, avec le corps de cavalerie, atteint le 18 Krasnograd, défendue par les Allemands. Devant les succès de la contre-offensive lancée par les Allemands, la brigade et le 6e corps se replient le 20 vers Alekseïevkoïé (uk), passant en réserve. 
Cependant, les Allemands parviennent le même jour à encercler toutes les forces soviétiques trop avancées à l'ouest d'Izioum, dont les éléments du détachement Kostenko (formé à partir du détachement Bobkine et de la 6e armée). La brigade est regroupée le 22 avec les restes d'autres unités blindées pour tenter de percer l'encerclement allemand. Elle combat jusqu'au 25 devant Mikhaïlovka (uk). La poche est peu à peu réduite, même si des groupes de soldats soviétiques parviennent jusqu'au 30 mai à rejoindre les lignes soviétiques. Hors de combat, la brigade est officiellement dissoute le 24 juin 1942.